# LITMUS (アルバム)
『LITMUS』（リトマス）は、日本のロックバンド・Cö shu Nieの6枚目のミニアルバム。2020年11月11日にSony Music Associated Records（Sony Music Labels Inc.）より発売。

## 概要
- 前作の『OVERKILL』再発盤から約半年を置いてのリリース。
- CDは、期間生産限定盤（2021年3月31日まで） と通常盤の2形態での発売。
- 2020年9月18日に発表[4][6][7][8]。
- 9月25日、アルバムアートワークを解禁[9]。
- 10月14日、「水槽のフール」のOfficial Audioが公開。同時に先行配信を開始[10][11][12][13][14]。
  - 同日、iTunes Storeにてプリオーダーを開始[13]。

## 収録曲
| 全作詞・作曲: 中村未来、全編曲: Cö shu Nie。 |                      |          |            |      |
| #                                            | タイトル             | 作詞     | 作曲・編曲 | 時間 |
| 1.                                           | 「FLARE」            | 中村未来 | 中村未来   | 2:34 |
| 2.                                           | 「水槽のフール」     | 中村未来 | 中村未来   | 3:08 |
| 3.                                           | 「ice melt」         | 中村未来 | 中村未来   | 3:11 |
| 4.                                           | 「夢を金色に染めて」 | 中村未来 | 中村未来   | 2:05 |
| 5.                                           | 「黒い砂」           | 中村未来 | 中村未来   | 2:44 |
| 6.                                           | 「ずっとそばに」     | 中村未来 | 中村未来   | 4:06 |
| 合計時間:                                    | 合計時間:            | 17:48    |            |      |

## 特典
「LITMUS」（AICL-3940）の先着購入者特典。無くなり次第終了。 
- 特殊仕様クリアパッケージ＋リトマス紙風メモ帳付き[15]
- TOWER RECORDS全店（オンライン含む/一部店舗除く）[9]

“LITMUS”ジャケットステッカー
- Amazon.co.jp

メガジャケ（ジャケット写真を24cm×24cmのサイズにしたもの）